# ChIP-seq
ChIP-seq, ou imunoprecipitação de cromatina seguida de sequenciamento, é uma técnica usada para investigar de forma ampla proteínas de ligação ao DNA, modificações de histonas ou nucleossomos . Este método permite identificar locais de ligação proteína-DNA in vivo em escala genômica . Ao combinar o ChIP com o sequenciamento de DNA de alto rendimento, identificam-se os sítios de ligação das proteínas associadas à cromatina, fornecendo informações sobre a regulação da transcrição gênica em células eucarióticas  e definindo regulons bacterianos .
ChIP-seq tornou-se o principal método para investigar os efeitos dos fatores de transcrição em todo o genoma. É comumente combinado com análise de microarranjos (ChIP) ou sequenciamento de nova geração para traçar a distribuição das proteínas de ligação ao DNA em todo o genoma . A técnica, quando combinada com microarranjos e sequenciamento de segunda geração, é fundamental para responder perguntas sobre os sítios de  ligação de proteínas ao longo do genoma .

## Usos
O principal uso de ChIP-seq é investigar o efeito de fatores de transcrição e outras proteínas de ligação ao DNA para um dado fenótipo.  Determinar como as proteínas se ligam ao DNA e como suas estruturas regulam a expressão do gene é essencial para a plena compreensão de muitos processos biológicos e estados de doença. Estas informações epigenéticas são complementares para o genótipo e análise de expressão por sequencimanento de RNA. ChIP-seq é uma alternativa para ChIP-chip, que requer uma matriz de hibridação e necessariamente introduz um viés, pois uma matriz é restrito a um número fixo de sondas.
Sítios específicos de DNA  em interação física direta com fatores de transcrição e outras proteínas podem ser isoladas por imunoprecipitação da cromatina. Através de ChIP é produzida uma biblioteca de sítios de DNA alvo  ligados a uma proteína de interesse in vivo. Análises do sequenciamento massivamente paralelo são utilizadas em conjunto com  bases de dados de genomas completos para analisar o padrão de interação  de qualquer proteína com o DNA,  ou o padrão de qualquer modificação epigenética da cromatina. Isso pode ser aplicado para o conjunto "ChIP'ável"  de proteínas e modificações, tais como fatores de transcrição, polimerases e maquinário de transcrição, proteínas estruturais, modificações proteicas, e de modificações do DNA. 

## Metodologia

workflow do ChIP-seq

### Imunoprecipitação cromatina (ChIP)
A imunoprecipitação por cromatina é um método utilizado para a acumulação específica de sequências de DNA curtas associadas à proteína de interesse em células vivas células vivas. Um procedimento típico inclui as seguintes etapas:
- Formação de ligações cruzadas reversíveis entre DNA e proteínas interagindo com ele;
- Isolamento de DNA e clivagem em fragmentos por ultra-sonografia ou endonucleases;
- Precipitação por anticorpos específicos contra a proteína de interesse;
- Destruição de ligações cruzadas entre proteína e DNA, purificação de DNA.

Como resultado, é possível identificar especificamente os fragmentos de DNA com os quais a proteína em estudo estava ligada.
Essa técnica tem várias limitações. Portanto, geralmente para a ChIP, é necessário um número significativo de células (cerca de 10 milhões), o que dificulta a utilização desse método em organismos modelo pequenos e também limita o número de experimentos que podem ser realizados com uma amostra valiosa. Um número de métodos foi desenvolvido para superar esta limitação, por exemplo Nano-ChIP-seq 